# هروآباد
هِرُوْآباد نام یک شهر و مرکز شهرستان خلخال و همچنین یک رود در شهرستان خلخال در استان اردبیل ایران است. چشمه‌های آب گرم خلخال در ۲۲ کیلومتری شمال غرب هروآباد واقع است. همچنین در جنوب غربی هروآباد نیز در دهکده گرمخانه چندین چشمه آب گرم وجود دارد که دمای آنها ۳۰ تا ۵۰ درجه سانتیگراد است. 
رودی به نام گیلوان نیز از کوه وناو، در ۴۲ کیلومتری جنوب شرقی هروآباد سرچشمه می‌گیرد.